# Pierre Triponez

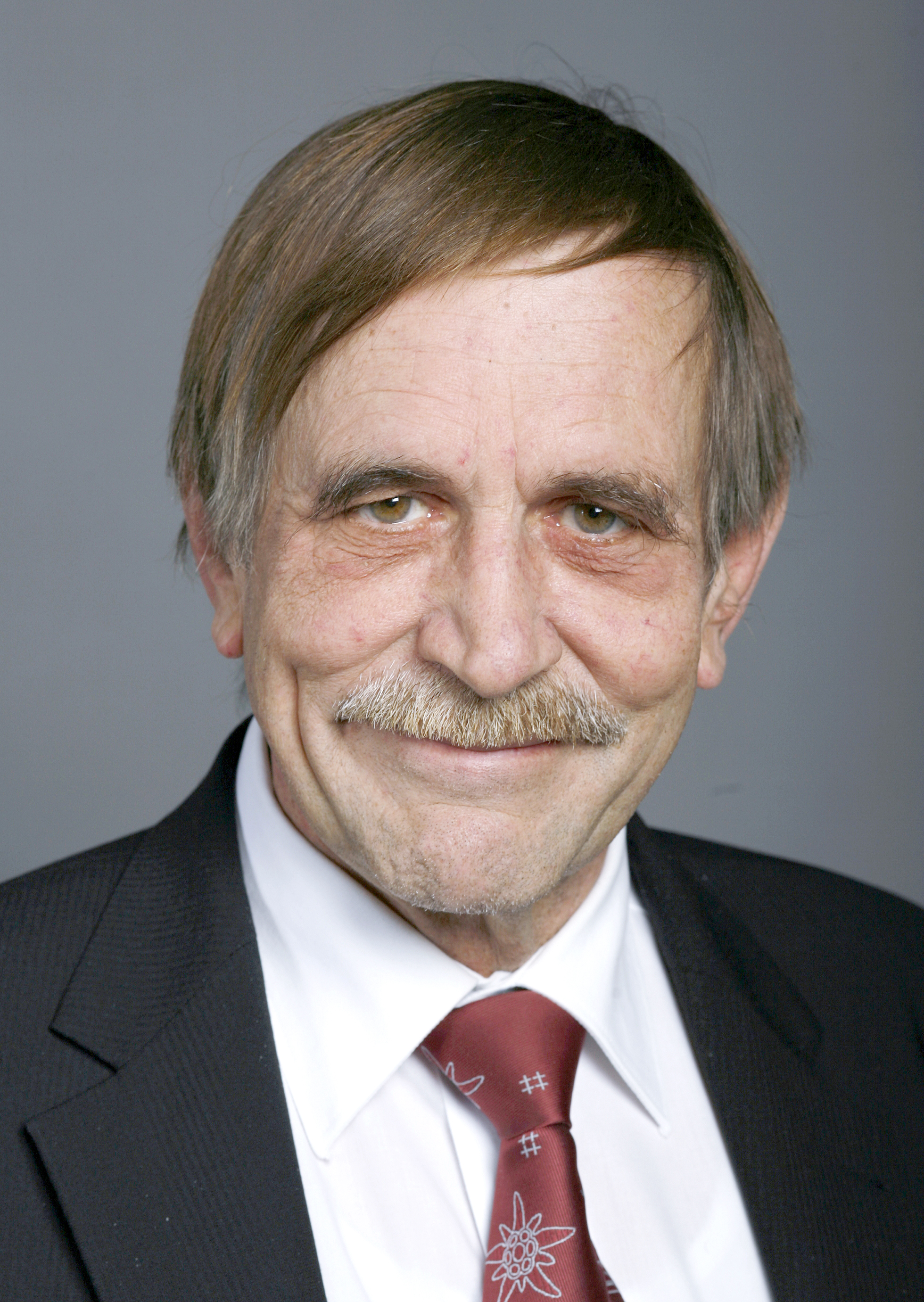
Pierre Triponez (2007)

Pierre Triponez (* 7. August 1943 in Luzern; heimatberechtigt in Emmen LU und Le Noirmont) ist ein Schweizer Politiker (FDP). Er war Mitglied des Nationalrats.
Nachdem Pierre Triponez seine Matura in Luzern abgeschlossen hatte, studierte er an den Universitäten Bern und Paris, mit einem Abschluss als Doktor der Rechtswissenschaften in Bern. Danach arbeitete er von 1969 bis 1986 beim Bundesamt für Industrie, Gewerbe und Arbeit (BIGA), in den letzten Jahren auch als Vizedirektor. Danach war Pierre Triponez für zwei Jahre bei der Firma REHAU beschäftigt, bevor er am 1. Januar 1990 seinen Posten als Direktor beim Schweizerischen Gewerbeverband antrat, wo er bis zum Juni 2008 beschäftigt war. Nachdem er bei den Wahlen 1995 noch gescheitert war, wurde bei denjenigen von 1999 für den Kanton Bern in den Nationalrat gewählt. Dort war er in der nationalrätlichen Kommission für soziale Sicherheit und Gesundheit. Bei den Wahlen im Oktober 2011 trat er nicht mehr an.
Pierre Triponez ist wohnhaft in Muri bei Bern. Er ist verheiratet und Vater von zwei Kindern.